# Blasco Lanza D'Ajeta
Blasco Lanza d'Ajeta, I marchese Lanza d'Ajeta (Firenze, 6 giugno 1907 – Firenze, 19 novembre 1969), è stato un nobile e diplomatico italiano.

## Biografia
Nacque a Firenze il 6 giugno 1907 dal siciliano Giuseppe, nobile dei Principi di Trabia, e dalla statunitense Martina Potter Jones, di cui era l'unico figlio.
Laureato in giurisprudenza nel 1926, seguì corsi all'Istituto Cesare Alfieri e all'estero. Il re Vittorio Emanuele III d'Italia, con Regio Decreto del 21 aprile 1927, gli concesse motu proprio il titolo di Marchese Lanza d'Ajeta con predicato sul cognome. Entrò in diplomazia nel 1932 e fu subito assegnato alla Direzione Generale per gli Affari della Società delle Nazioni. Nel 1936, ricoprì le mansioni di Segretario Particolare del capo di gabinetto del Ministero degli Affari Esteri, Pompeo Aloisi. Mantenne lo stesso incarico anche dopo l'insediamento al dicastero di Galeazzo Ciano, che nel 1941 lo nominò capo di gabinetto. Il Marchese Lanza seguì Ciano, nominato ambasciatore del Regno d'Italia alla Santa Sede nel 1943, di cui fu suo segretario.
Dopo la deposizione di Benito Mussolini il 25 luglio 1943, il nuovo esecutivo guidato dal Maresciallo Pietro Badoglio fece un primo tentativo di prendere contatto con gli Alleati per porre fine alla partecipazione dell'Italia alla seconda guerra mondiale. Il compito venne affidato ad Alberto Pirelli che chiese la mediazione della Svizzera, la quale però – in nome del principio di neutralità – e nel timore di scatenare rappresaglie tedesche, declinò. Dopo un infruttuoso contatto con gli ambasciatori anglo-americani presso il Vaticano, Badoglio e Raffaele Guariglia (ex ambasciatore d'Italia in Turchia poi nominato ministro degli Esteri) decisero allora di trasferire all'Ambasciata italiana a Lisbona un diplomatico con l'incarico di prendere contatto con l’omologo britannico accreditato sul posto. Per questa missione fu scelto il Marchese Lanza d'Ajeta, che parlava bene l'inglese e ricevette una lettera di presentazione da parte dell'ambasciatore britannico presso la Santa Sede sir Francis d'Arcy Osborne per sir Ronald Campbell, ambasciatore britannico in Portogallo e cugino di Osborne. L'invio di questo funzionario di grado non elevato indicava che Badoglio voleva soprattutto tastare il terreno e guadagnare tempo: Lanza d'Ajeta, infatti, non ricevette credenziali che lo autorizzassero a negoziare ma solo istruzioni generiche. Arrivato a Lisbona il 4 agosto, nel colloquio che ebbe con sir Campbell chiese che le radio anglo-americane smettessero di attaccare Vittorio Emanuele III e Badoglio paventando il rischio di un'insurrezione comunista. Consigliò inoltre una manovra diversiva degli Alleati nei Balcani per alleggerire la pressione della Wehrmacht in Italia. Avvisò infine che entro pochi giorni Guariglia avrebbe incontrato il ministro degli Esteri tedesco Joachim von Ribbentrop ma solamente per guadagnare tempo. Nel complesso, la missione di Lanza d'Ajeta non ebbe altro risultato se non quello di alimentare sospetti sull'effettiva volontà dell'Italia di sganciarsi dal Terzo Reich, rafforzando le posizioni - che sarebbero poi emerse nella conferenza di Québec dell'agosto 1943 - di chi voleva imporre all'Italia una pace punitiva.
Al termine del conflitto, il Marchese Lanza d'Ajeta figurò nell'elenco di quei dipendenti del Ministero degli Affari Esteri sottoposti alla Commissione di epurazione. Nel 1946 presentò le memorie difensive a sostegno della propria innocenza e riuscì successivamente a essere riabilitato. Nel dopoguerra rivestì altri importanti incarichi, quali di ambasciatore in Giappone (1951-55), in Brasile (1955-60) e in Argentina (1962).
Morì a Firenze il 19 novembre 1969, all'età di 62 anni.

### Vita privata
Nel 1932 sposò la nobildonna lombarda Carla Visconti di Modrone (1904-1984), figlia di Giovanni, conte di Lonate Pozzolo, da cui ebbe due figli, Giovanna e Manfredi.